# Noyant-de-Touraine
Noyant-de-Touraine é uma comuna francesa na região administrativa do Centro, no departamento Indre-et-Loire. Estende-se por uma área de 13,82 km². Em 2010 a comuna tinha 1 254 habitantes (densidade: 90,7 hab./km²).